# Östergötlands runinskrifter 193
Östergötlands runinskrifter 193 är en runsten i rödaktig granit vid Herrberga kyrka i Herrberga socken, Mjölby kommun.
Stenen är 1,15 meter hög, 0,95 meter bred och 0,25 meter tjock, och har runslingor på östra och västra sidan. Toppen är avslagen. Runhöjden är mellan 26 och 29 centimeter. Stenen låg tidigare som tröskelsten i kyrkans västra port, men togs därifrån 1894 och låg sedan vid norra kyrkogårdsmuren. 1947 restes stenen på en gräsplan utanför kyrkogården. Den uppmålades senast 2000.
Texten lyder i översättning från fornsvenskan: 

Translitterering av runraden:
§A · sistin · ris(þ)... ... 
§B ...ftiʀ · keʀmut · mak si...
Normalisering till runsvenska:
§A Sigstæinn ræisþ[i] ... 
§B [æ]ftiʀ Gæiʀmund, mag si[nn].
Översättning till nusvenska:
Sigsten reste denna sten efter Germund, sin måg (svåger) god.

## Bilder

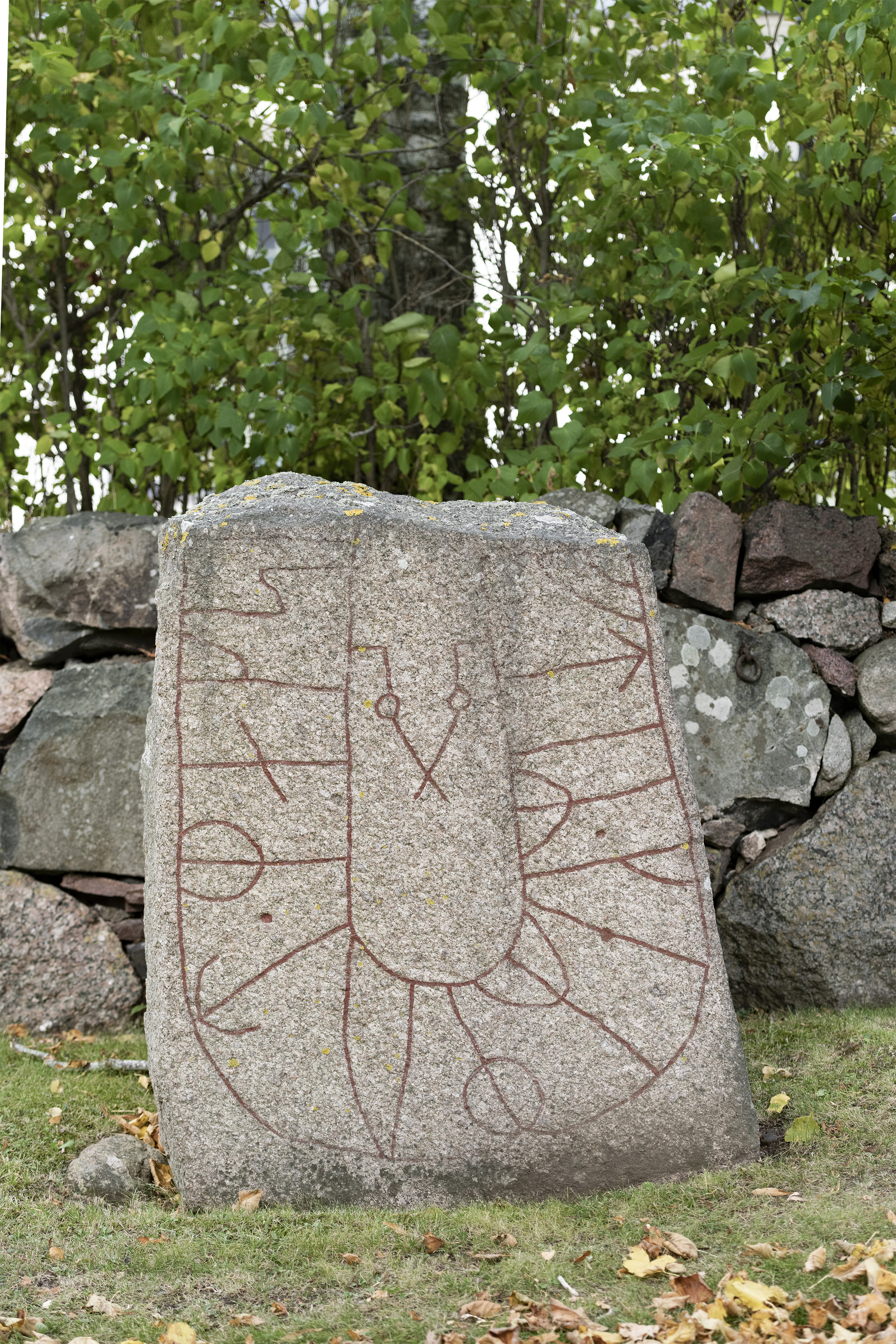
Runsten vid Herrberga kyrka Ög 193
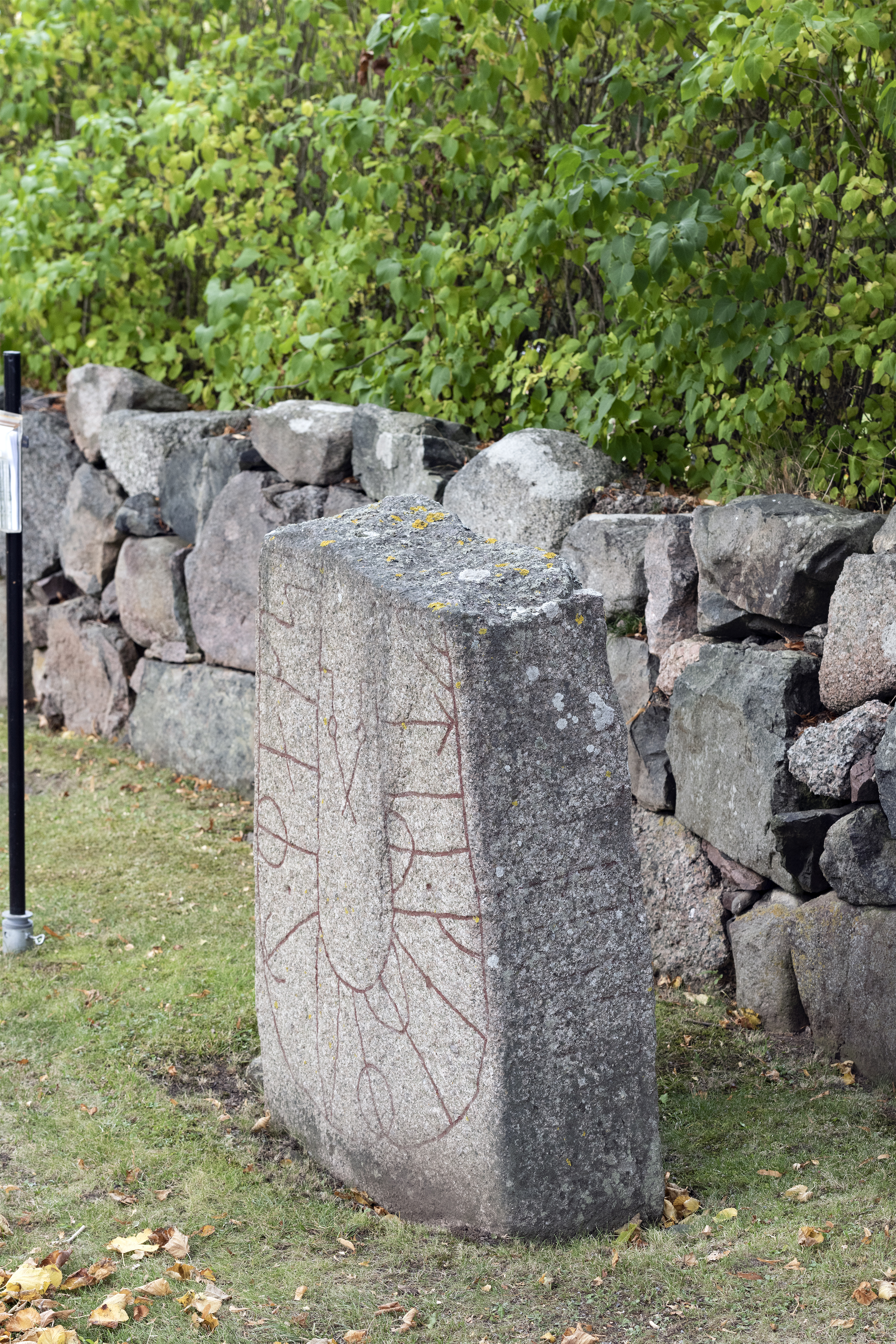
Runsten vid Herrberga kyrka Ög 193
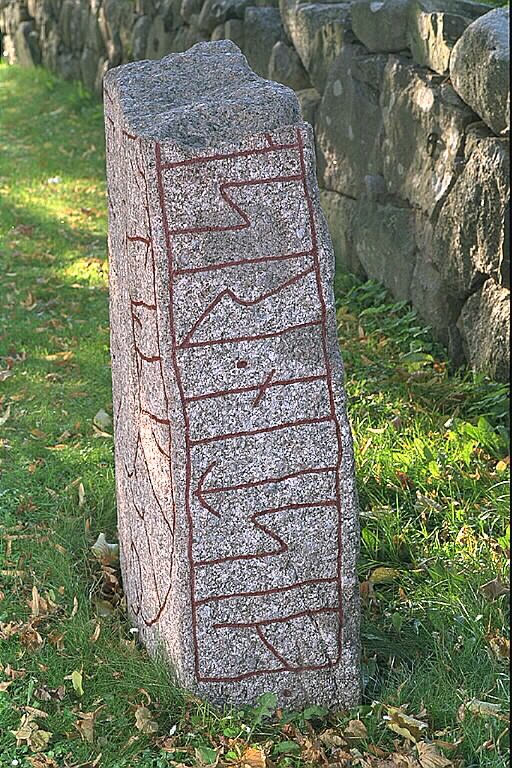
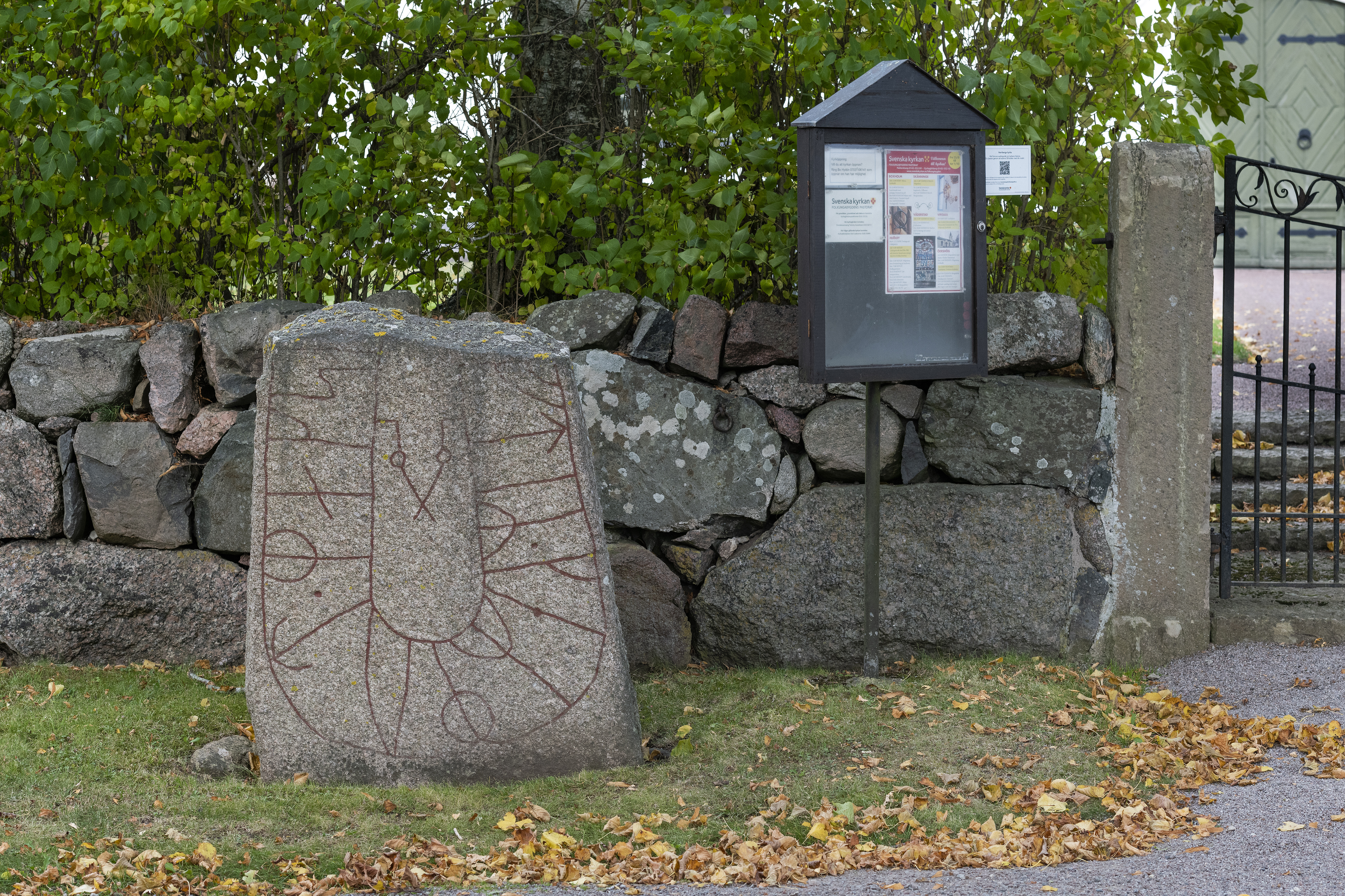
Runsten vid Herrberga kyrka Ög 193